# Адач
А́дач (венг. Adács [ˈɒdaːt͡ʃ]) — село в Венгрии, в регионе Северная Венгрия, в медье Хевеш, в Дьёндьёшском яраше.

## Расположение
Располагается в южной части Подгорья Матры.
- Население: 2917 человек.
- Территория села: 216 га.
- Периферия: 3578 га.

Адач располагается в юго-западной части медье Хевеш. Транспортная доступность по железнодорожной линии Хатван–Мишкольц–Серенч–Шаторальяуйхей/Ньиредьхаза и Автостраде М3.
Высота села над уровнем моря не превышает 120 м. В самом селе не протекает никаких рек. Растительный и животный мир альфёльдского происхождения. Площадь лесов невелика.

## История
Территория была заселена уже в конце бронзового века, что доказывает открытое на краю села захоронение, с находками которого можно ознакомиться в Эгерском Крепостном Музее. Адач был старинным владением рода Аба, которым изначально владело три ветви этого рода; Комполти, Чобанка и Адачи.
В 1323 упоминалось название Adach. Тогда же король Карл Роберт и подарил это владение вместе со многими другими владениями, находившимися в комитатах Хевеш и Абауй, за заслуги, полученные в ходе розгоньского военного похода, Имре, сыну Пала Комполти, взятое у Пала, сына Петера Чобанки, происходившего из того же рода Аба. Имре Комполти, который в 1324 был комендантом широкской крепости, в 1337 приобрёл это владение за 60 марок монетами у происходившего из этого же рода Аба, Миклоша Адачи, тем самым став владельцем всей местности. Среди сыновей Имре, Янош (1341—1351), родоначальник семьи Вишонтаи, и Имре (1343—1351), родоначальник семьи Детки.
В период разделения в 1348 Адач достался третьему сыну Имре, Иштвану.
Согласно папским документациям 1332–1337 Адач уже тогда располагал собственным приходом. Церковь была построена в XVI веке.
Адач в XV веке, около 1421–1474 был таможенным пунктом, в 1426 перешёл во владения Палоци. После смерти этой семьи владение перешло Жигмонду Рашкаи, затем Петеру Переньи и Ференцу Бебеку соответственно. С 1614 владением распоряжался комендант фюлекской крепости Тамаш Бошняк, от которого оно перешло к Имре Балашша. После 1683 приобретено  Иштваном Кохари в собственность. В 1693 у графа Иштвана Кохари в этом населённом пункте было 13 участков крепостных крестьян. В 1741 по-прежнему во владении Кохари, владельцем был генерал граф Андраш Йожеф Кохари. В 1746 граф Йожеф Иллешхази приобрёл деревню, затем в 1759 её унаследовал граф Дьёрдь Баттьяни. С тех пор в течение следующих полутора сотен лет Баттьяни были землевладельцами.
В 1863 в Адаче в пожаре сгорело 8—10 домов, а в 1868 было небольшое землетрясение.
В начале XX века к Адачу относился хутор Кеньервар, а также Йожефтанья (упоминался также под названием Олгамайор), владельцем которого был Тивадар Харасти, далее Иштвантанья (до 1903 Андретанья), Яноштанья (бывший Бенчиктанья), Алайоштанья (бывший Фаркаштанья) и хутор Моноштордомби, который также был известен под названием Цудариктанья.
Расположение деревни в средние века согласно некоторым источникам находилось в Телек-дюлё, в 1706 деревня была разрушена, в 1712 жители переселились на современное место.
В 1773 в рисунке герба сельской печати фигурировал серп, лемех и пучок пшеницы, легенда: «Адачский штемпель».
В 1910 было 3627 венгерских жителей римского католического вероисповедания.
В начале XX века относился к округу Дьёндьёш комитата Хевеш.

### Национальный состав
Национальный состав населения Адача, согласно переписи населения 2001: венгры — 97 %, цыгане — 3 %.

## Инфраструктура, экономика
В селе выстроена вся инфраструктура. В 1966 была произведена электрификация. Все дома снабжены водопроводной питьевой водой. Газоснабжение организовано в 1990. В 2005 году была построена канализационная сеть и система кабельного телевидения. Сфера предприятий относительно узкая. Возможность для заработка предоставляет теперь уже только крупнейший работодатель — MÁV (Венгерские Государственные Железные Дороги), многие уезжают работать в Вишонту или Дьёндьёш.
На краю села расположено озеро с рыбами, излюбленная туристическая достопримечательность. За прошедшие годы у озера построено около 150 маленьких домов отдыха.

## Достопримечательности и мероприятия
- Римская католическая церковь, в стиле раннего барокко, главный алтарь позднего готического стиля.

Церковь построил Иштван Кохари в 1742 году, первоначально без башни. Освящённую в честь апостола Святого Иакова церковь расширили фасадом с башней после 1789, в настоящее время является историческим памятником.
- Перед церковью каменный крест (1807)
- Крест Святой Магдалины (1801)
- Статуя Святого Яна Непомуцкого (1779)
- Многие жилые дома объявлены историческими памятниками, которые являются образцами народной архитектуры XIX века.
- Дом Культуры им. Аттилы Йожефа
  -  Проводятся встречи венгров, живущих за пределами Венгрии
  -  Национальный Театральный Фестиваль

## Население
| Год  | Численность | Численность |
| ---- | ----------- | ----------- |
| 2013 | 2694        | [ 4 ]       |
| 2014 | 2657        | [ 5 ]       |
| 2015 | 2642        | [ 6 ]       |
| 2021 | 2679        | [ 7 ]       |
| 2022 | 2558        | [ 8 ]       |
| 2023 | 2544        | [ 9 ]       |
| 2024 | 2542        | [ 2 ]       |